# 臺灣廣播電臺放送亭
25°02′32″N 121°30′55″E / 25.042308°N 121.515248°E
臺灣廣播電臺放送亭，是位於臺灣臺北市二二八和平紀念公園內的廣播塔，列為市定古蹟。

## 歷史

### 日治時期
日治時期，1931年2月1日，臺灣放送協會成立，在臺北新公園（今二二八公園）設立辦公廳，開始以一台收音機每月日圓一元的收聽費播送廣播節目。當時臺灣有收音機的人不多，因此臺灣放送協會在新公園建了一座廣播塔，以提供免費播放。廣播塔是將音箱裝在水泥柱中，外觀乍看像一座紀念碑。因離電台發射塔近，聲效特別好，引來眾多聽眾，並以「放送頭」稱呼。其播送分為氣象、新聞、日用品價格等報導性節目，也有體操、家庭百科、新思想介紹等教育節目。李乾朗解說，當時這亭子可說是台北市民的精神食糧，每日都有許多聽眾圍在旁邊，聽播放整點新聞、歌星打歌，到1945年日本投降時昭和天皇玉音放送於台灣地區放送時也是使用此廣播塔傳播。

### 戰後至今
臺灣省戒嚴令初期，管制通訊器材條例管制的通訊器材包括收音機在內，買收音機還得向警備總部申請收聽執照，加上當時物資貧乏，收音機不但貴而且收聽效果極差，於是民眾也會來廣播塔收聽節目。至1960年春，新公園才開始加裝電視機供人收看。隨著彩色電視的普及，廣播塔至1990年代末已被視為過時的遺蹟。1998年2月12日，台北市政府民政局古蹟鑑定審查會，將廣播塔列為市定古蹟。學者專家指出，廣播塔在日本投降及二二八事件時都曾傳達過相關訊息，如今臺灣只有該處及台中公園尚存，具有稀少性價值，同時外形具有南島風格，施工精緻，喇叭及電線等設備也可回裝，應加以保存作歷史見証。3月10日，臺北市政府市政會議通過列為古蹟。2020年5月14日納入直轄市定古蹟「臺北放送局」